# 1873 en Colombie-Britannique
Chronologie de la Colombie-Britannique
- 1869
- 1870
- 1871
- 1872
- 1873
- 1874
- 1875
- 1876
- 1877

Cette page concerne des événements qui se sont produits durant l'année 1873 dans la province canadienne de Colombie-Britannique.

## Politique
- Premier ministre : Amor De Cosmos.
- Lieutenant-gouverneur : Joseph Trutch
- Législature : 1re

## Événements

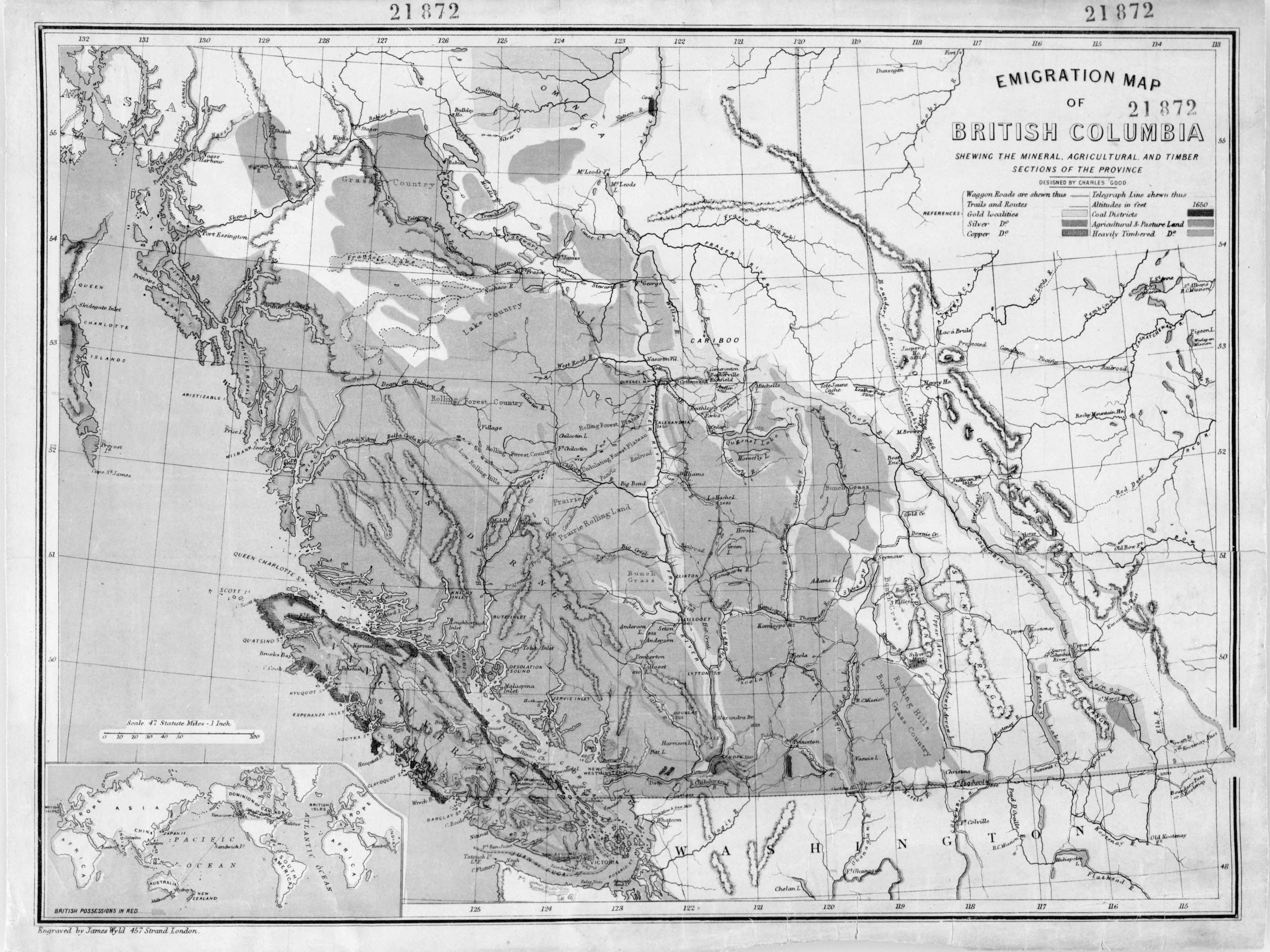
Carte de la Colombie-Britannique en 1873

- Charles-Jean Seghers devient l'évêque à l'île de Vancouver.
- 21 février : fin de la deuxième session de la première législature de la Colombie-Britannique.
- 18 décembre : ouverture de la troisième session de la première législature de la Colombie-Britannique.

## Naissances
- 19 janvier : Thomas Dufferin Pattullo, premier ministre de la Colombie-Britannique.
- 8 décembre : John Duncan MacLean, premier ministre de la Colombie-Britannique.